# 奥勃洛莫夫
《奥勃洛莫夫》（俄语：Обломов）是发表于1859年的长篇小说，俄国小说家伊凡·冈察洛夫的代表作。小说生动地塑造了奥勃洛莫夫这个“多余人”的形象，他善良，正直，对令人窒息的现实不满，追求宁静生活。但他不想行动起来改变现实，也不愿从事任何具体事务。小说真实细致的描绘了“多余人”这批贵族青年发展到最后的生活状态，发表后即受到评论界的重视，今日已被公认为描绘俄国民族性格的经典作品。

## 创作过程

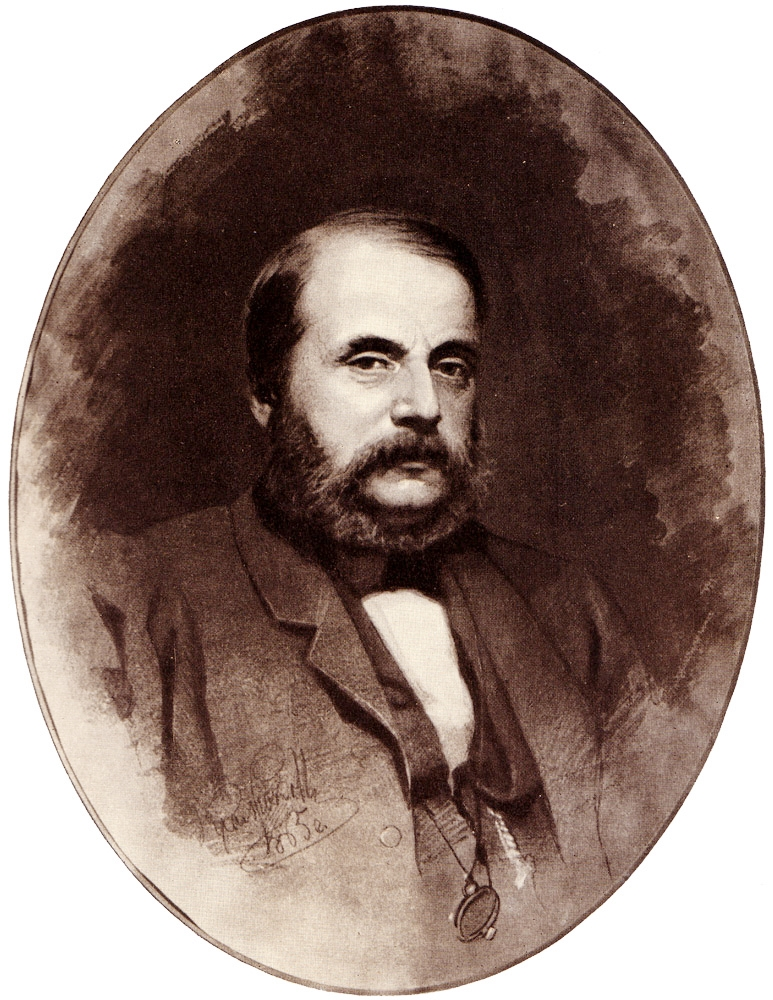
冈察洛夫

1849年，因《平凡的故事》一书崭露头角的冈察洛夫在《当代人》杂志上发表了短篇小说《奥勃洛莫夫的梦》，写贵族子弟奥勃洛莫夫在梦境中对宁静的田庄生活和幼年经历的回忆。《奥勃洛莫夫的梦》发表后，文学界普遍认为冈察洛夫会写出一部长篇杰作。但1851年作家的母亲去世，第二年他作为普提雅廷的秘书，参加了环球考察。一路上他处于疲劳和疾病中，无暇继续创作。1855年冈察洛夫回到俄国，埋头于各种行政事务和游记《战舰巴拉达号》的撰写中。直到1857年，他才开始重写《奥勃洛莫夫》。1859年起小说发表在《祖国纪事》的第1-4期上，《奥勃洛莫夫的梦》成为其中的第九章。

## 评论与影响

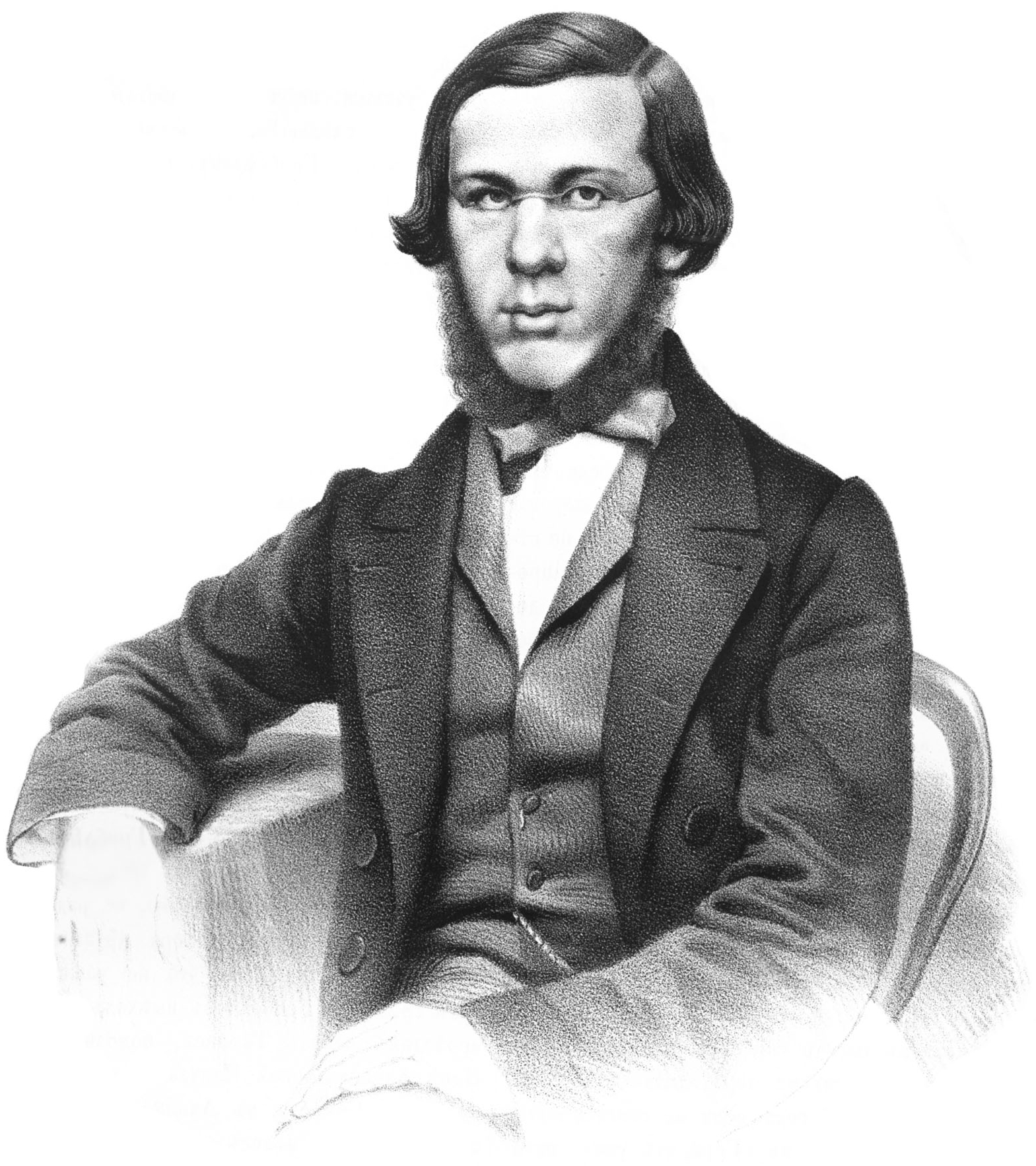
杜勃罗留波夫

小说刚发表，列夫·托尔斯泰就评价道：“这是一部真正的杰作，许久未见的杰作”，持激进立场的尼古拉·杜勃羅留波夫则迅速发表著名评论文章《什么是奥勃洛莫夫性格？》，认为这种性格是农奴制给俄国人带来的内在性格，认为冈察洛夫对奥勃洛莫夫性格的一些赞扬是“不公正的”。小说给俄语带来了新词汇“奥勃洛莫夫性格”，列宁后来也常用“奥勃洛莫夫性格”来批评机构中存在的官僚主义和低效率。
而冈察洛夫自己在1866年写道：“我想描写一个诚实，和善，有吸引力的人物，一个走向极端的理想主义者，最终陷入漠然与无助。”他对奥勃洛莫夫的态度并非严厉的批判，而只是带有同情笔调的描写他的真实生活状态。

## 改编的影视作品
- 1964年喜剧《奥勃洛莫夫的儿子》一剧在伦敦西区剧院上演，由斯派克·密利甘（spike milligan）主演。
- 1980年尼基塔·米卡哈尔科夫把《奥勃洛莫夫》改编成电影《奥勃洛莫夫》（DVD名《奥勃洛莫夫一生中的几天》），获得国家评论协会最佳外语片奖[7]